# Pierre Nepveu (architecte)
Pour les articles homonymes, voir Pierre Nepveu (homonymie).
Pierre Nepveu dit Trinqueau, né à Blois, architecte français du XVIe siècle.
Il travailla sous Charles VIII et Louis XII aux châteaux d'Amboise et de Blois, et est l'un des constructeurs sous François Ier du château de Chambord.